# Benton (Alabama)
Benton es un pueblo del Condado de Lowndes, cercano al centro geográfico de Alabama, Estados Unidos. En el censo de 2010, su población era de 49 habitaciones. 

## Demografía
En el 2000 la renta per cápita promedia del hogar era de $ 90.000$, y el ingreso promedio para una familia era de 92.113$. El ingreso per cápita para la localidad era de 28.035$. Los hombres tenían un ingreso per cápita de 41.250$ contra 26.875$ para las mujeres.

## Geografía
Benton está situado en 32°18′22″N 86°49′3″O / 32.30611, -86.81750 (32.306248, -86.817551),cercano al centro geográfico del estado de Alabama.
Según la Oficina del Censo de los EE. UU., la ciudad tiene un área total de 0.34 millas cuadradas (0.87 km ²).